# Европейский трахинот
Европейский трахинот, или гладкая лихия, или помпано (лат. Trachinotus ovatus), — вид лучепёрых рыб семейства ставридовых. Широко распространены в тропических и тёплых умеренных водах восточной части Атлантического океана. Максимальная длина тела 70 см. Морские пелагические рыбы.

## Описание
Тело умеренно удлинённое, сжато с боков, покрыто мелкой циклоидной чешуёй. Верхний и нижний профили тела сходны по форме. Верхний профиль головы полого снижается к заострённому рылу. Глаза маленькие, их диаметр укладывается 3,4—4,1 раз в длину головы. Окончание верхней челюсти узкое, доходит до вертикали, проходящей через переднюю треть глаза. Зубы на обеих челюстях мелкие, конической формы, слегка загнуты назад; расположены широкой полосой в передней части, сужающейся по краям. На языке зубы расположены узкой полосой. На верхней части первой жаберной дуги 10—19 жаберных тычинок, а на нижней —22—32 тычинок. В первом спинном плавнике 6 отдельно сидящих колючек. Во втором спинном плавнике один жёсткий и 23—27 мягких лучей. В анальном плавнике один колючий и 22—25 мягких лучей. Перед плавником расположены 2 короткие колючки. Длина оснований второго спинного и анального плавников примерно одинаковая. Передняя доля второго спинного плавника относительно невысокая, короче длины головы. Грудные плавники короткие, их длина укладывается 1,3—1,6 раза в длину головы. На хвостовом стебле нет канавок и килей. Хвостовой плавник глубоко раздвоенный. Боковая линия делает невысокую дугу над грудными плавниками. Позвонков: 10 туловищных и 14 хвостовых.
Верхняя часть тела тёмно-зелёного цвета, а нижняя — серебристая. По бокам тела проходят 3—5 тёмных вертикальных вытянутых пятен, передние 3—4 пятна расположены на уровне первого спинного плавника и заходят на ⅓ своей длины ниже боковой линии. Передние доли второго спинного и анального плавников наполовину чёрного цвета; остальная часть спинного плавника бесцветная или темноватая, а анального бесцветная. Кончики лопастей хвостового плавника чёрные.
Максимальная длина тела — 70 см, обычно до 35 см. Масса тела до 2,8 кг.

## Биология
Морские пелагические рыбы. Обитают в прибрежных водах на глубине 50—200 м над песчаными и илистыми грунтами, часто встречаются в зоне прибоя. Обычно образуют небольшие стаи. Питаются мелкими ракообразными, моллюсками и рыбами.

## Ареал
Распространены в восточной части Атлантического океана от Бискайского залива до Анголы, включая Средиземное море и океанические острова (в том числе острова Вознесения и Святой Елены). Редко встречаются у Британских островов и водах Скандинавии. Не обнаружены в северной части Адриатического моря.